# Blanka Vlašić
Blanka Vlašić, hrvaška atletinja, * 8. november 1983, Split, Hrvaška.
Blanka Vlašič je bila ena izmed najboljših atletinj na svetu in najboljša v svoji disciplini, skoku v višino.

## Življenje
Blanka je dobila ime po Casablanci, mestu, v katerem je njen oče končal Mediteranske igre leta 1983 v času njenega rojstva.
Prej je osvojila bronasto medaljo na svetovnem dvoranskem prvenstvu leta 2004, še prej pa je postala dvakratna svetovna mladinska prvakinja. Po uspešnih mladinskih letih se je veliko od nje pričakovalo na poletnih olimpijskih igrah leta 2004 v Atenah. Vendar se je njen niz uspešnih rezultatov prekinil. Zaradi stresa se je pojavilo nepravilno delovanje ščitnice, ki je bila leta 2005 tudi uspešno operirana (podobna stvar se je zgodila tudi alpski smučarki Janici Kostelić). Blanka se je uspešno vrnila na atletske steze v začetku leta 2006, ko je dosegla svoje najboljše rezultate v karieri (že prej je preskočila 203 cm na prostem). To leto je bila četrta na evropskem prvenstvu v Göteborgu, ko je bila prva atletinja v zgodovini, ki je preskočila več kot 200 cm (preskočila je 201 cm) in ostala brez medalje, ker je za skok prek 200 cm porabila več poskusov kot njena sotekmovalka Kajsa Bergquist. 30. julija 2007 je preskočila 206 cm na atletskem mitingu v Solunu in s tem postavila svoj osebni in državni rekord, ki ga je le teden zatem izboljšala na 207 cm na mitingu v Stockholmu. Na svetovnem prvenstvu leta 2007 v Osaki na Japonskem je 2. septembra s skokom 205 cm (v tretjem poizkusu) postala svetovna prvakinja.
Blankin trener je bil njen oče Joško, bivši deseterobojec, katerega najboljši rezultat iz leta 1984 je še vedno hrvaški državni rekord. Tako sta oba državna prvaka. Je dobitnica državne nagrade za šport »Franjo Bučar« leta 2006.
Leto 2007 je bilo njeno najuspešnejše. Tega leta je zmagala na osemnajstih od 19 tekem. Izgubila je le na prvi tekmi Zlate lige. Ker pa je bil skok v višino v igri za glavno nagrado Zlate lige, Blanka zaradi tega poraza ni dobila nagrade. Zmagali sta ruska skakalka s palico Jelena Isinbajeva ter ameriška šprinterka Sanya Richards. Poskusila je skočiti tudi preko 210 cm, kar bi bil svetovni rekord, vendar ji ni uspelo.
Leta 2010 so jo razglasili za najboljšo atletinjo sveta. S tem je postala prva hrvaška atletinja in prva skakalka v višino na svetu, ki je osvojila to nagrado. Leta 2007 in 2010 je bila razglašena za najboljšo atletinjo v Evropi.
19. februarja 2021 je oznanila, da se je zaradi poškodb odločila zaključiti kariero vrhunske športnice.

## Uspehi
| Leto | Tekmovanje                   | Kraj                    | Rezultat  |
| ---- | ---------------------------- | ----------------------- | --------- |
| 2000 | Svetovno mladinsko prvenstvo | Santiago de Chile, Čile | 1. mesto  |
| 2001 | Svetovno prvenstvo           | Edmonton, Kanada        | 6. mesto  |
| 2001 | Mediteranske igre            | Tunis, Tunizija         | 1. mesto  |
| 2002 | Svetovno mladinsko prvenstvo | Kingston, Jamajka       | 1. mesto  |
| 2002 | Evropsko prvenstvo           | München, Nemčija        | 5. mesto  |
| 2003 | Svetovno dvoransko prvenstvo | Birmingham, Anglija     | 4. mesto  |
| 2003 | Svetovno prvenstvo           | Pariz, Francija         | 7. mesto  |
| 2003 | Finale atletske sezone       | Monte Carlo, Monako     | 4. mesto  |
| 2004 | Svetovno dvoransko prvenstvo | Budimpešta, Madžarska   | 3. mesto  |
| 2004 | Olimpijske igre              | Atene, Grčija           | 11. mesto |
| 2006 | Svetovno dvoransko prvenstvo | Moskva, Rusija          | 2. mesto  |
| 2006 | Evropsko prvenstvo           | Gothenburg, Švedska     | 4. mesto  |
| 2006 | Finale atletske sezone       | Stuttgart, Nemčija      | 6. mesto  |
| 2007 | Evropsko dvoransko prvenstvo | Birmingham, Anglija     | 4. mesto  |
| 2007 | Svetovno prvenstvo           | Osaka, Japonska         | 1. mesto  |
| 2007 | Finale atletske sezone       | Stuttgart, Nemčija      | 1. mesto  |
| 2008 | Svetovno dvoransko prvenstvo | Valencia, Španija       | 1. mesto  |
| 2008 | Olimpijske igre              | Peking, Kitajska        | 2. mesto  |
| 2008 | Finale atletske sezone       | Stuttgart, Nemčija      | 1. mesto  |
| 2009 | Svetovno prvenstvo           | Berlin, Nemčija         | 1. mesto  |
| 2009 | Finale atletske sezone       | Solun, Grčija           | 1. mesto  |
| 2010 | Svetovno dvoransko prvenstvo | Doha, Katar             | 1. mesto  |
| 2010 | Evropsko prvenstvo           | Barcelona, Španija      | 1. mesto  |
| 2011 | Svetovno prvenstvo           | Daegu, Južna Koreja     | 2. mesto  |